# خمسة عشر كلبا
خمسة عشر كلبًا (بالإنجليزية: Fifteen Dogs)‏ هي رواية من تأليف الكاتب الكندي أندريه ألكسيس. نُشرت عام 2015 من قبل دار «Coach House Books». فازت تلك الرواية بجائزة جيلر لعام 2015، وبجائزة روجرز للخيال لنفس العام، إلى جانب فوزها بمسابقة «كندا تقرأ» لعام 2017. as well as the 2017 edition of Canada Reads.
وتعد تلك الرواية الجزء الثاني من خماسية أدبية ينوي أليكسس أن يستكملها في سبيل التأمل في الإيمان، والمكان، والحب، والسلطة، والحقد. وأولى تلك الأجزاء هي رواية «Pastoral» التي نشرها عام 2014.
وتقص علينا تلك الرواية حكاية مجموعة تتكون من 15 خمسة عشر كلب محجوزين داخل عيادة بيطرية في تورونتو. ومن ثم تمنحهم الآلهة ملكة الكلام، ووعي الإنسان.

## سرد الحكاية
بينما كان هيرميز وأبولو يتسامرون في حانة ويت شيف في تورونتو، احتدم الخلاف بينهما حول إذا ما امتلكت الحيوانات يومًا نفس القدرات الكلامية والعقلية التي يتمتع بها الإنسان، فهل ستعيش إذن حياتها في سعادة ونغم. وانتهى بهم الجدال إلى عقد رهان بينهما: سوف يمنحان مجموعة من الكلاب في العيادة المجاروة ملكة الكلام وملكة العقل، ومن يخسر الرهان فسوف يقضي سنة بأكملها عبدًا للآخر.ref name=starreview/>
وبفضل القدرات الجديدة التي امتلكتها تلك الكلاب، تمكنوا من الهرب من العيادة ثم شقوا طريقهم إلى المتنزه الرئيسي في مدينة تورنتو، ومن ثم كونوا مجتمعًا بدائيًا من الكلاب.ref name=starreview/> وتستطرد الرواية حكاية تلك الكلاب بوصف آليات عمل مجتمعهم الجديد، وكيف تأثرت المنظومة الهرمية التقليدية التي نشاهدها عادة في قطعان الكلاب بالقيم والمفاهيم البشرية، مثل الفردية والحرية الشخصية. وتتضمن الشخصيات الرئيسية في تلك الرواية: أتيكس، كلب من فصيلة الماستينو، والذي صار قائد تلك المجموعة بطبيعة الحال؛ ومجنون، كلب بطباط أسود يخشى أن يثق في جنسه من الكلاب الآخرى؛ وفريك وفراك، وهما كلبان من فصيلة اللابرادور ريتريفر، وهما يتوجسان من طبيعة واقعهم الجديد؛ وبرنس، وهو كلب مهجن أُعجب بقدراته اللغوية الجديدة وطورها حتى صار شاعرًا.ref name=starreview/>

## السمات الأدبية

### اللغة
طورت الكلاب لغتها الخاصة، مما أدى إلى تصادم رغبات الكلاب مع تقاليد القطيعة. فقد صار الكلب برنس شاعرًا وصار ولعه باللغة مصدر سعادة وجذل. أعجب بعض الكلاب بشعره وذكائه، ولكن اشمئز من ذلك البعض الآخر وتضجروا منه. أما الكلب مجنون فقد عكف على تعلم الإنجليزية، مما سمح له بالتخاطب مع البشر، ومن بينهم نيرا التي طال الحديث بينهما حول أنفسهما، وتكونت بينهما علاقة وطيدة.

### الموت
افتتنت الآلهة الخالدة بحياة الكائنات الفانية على الأرض وعلاقتهم بالموت. فقد ذُكر تفصيلًا في الرواية كيف مات كل كلب وكيف كانت حياته قبل وفاته: سعيدة كانت أم تعيسة. وتضمنت طرق الوفاة القتل أو الموت الرحيم. وإلى جانب ذلك تستعرض الرواية حالات وفاة من البشر وتصف رد فعل الكلاب تجاهها.

### الشعر
وتتضمن الرواية بضعة قصائد من تأليف الكلب برنس. وفي نهاية الكتاب، تضمن الكاتب مذكرة واصفًا فيها أسلوب الشعر الذي استعان به على مدار كتابة الرواية.

### الحب والصداقة
كونت عدة كلاب علاقات صداقة جديدة، والتي كانت تقع على أحاسيسهم بشكل مختلف عما كانوا يعهدون بسبب ملكة الذكاء. وسأل الكلب مجنون هيرميز عن ماهية الحب.